# Littérature slovaque

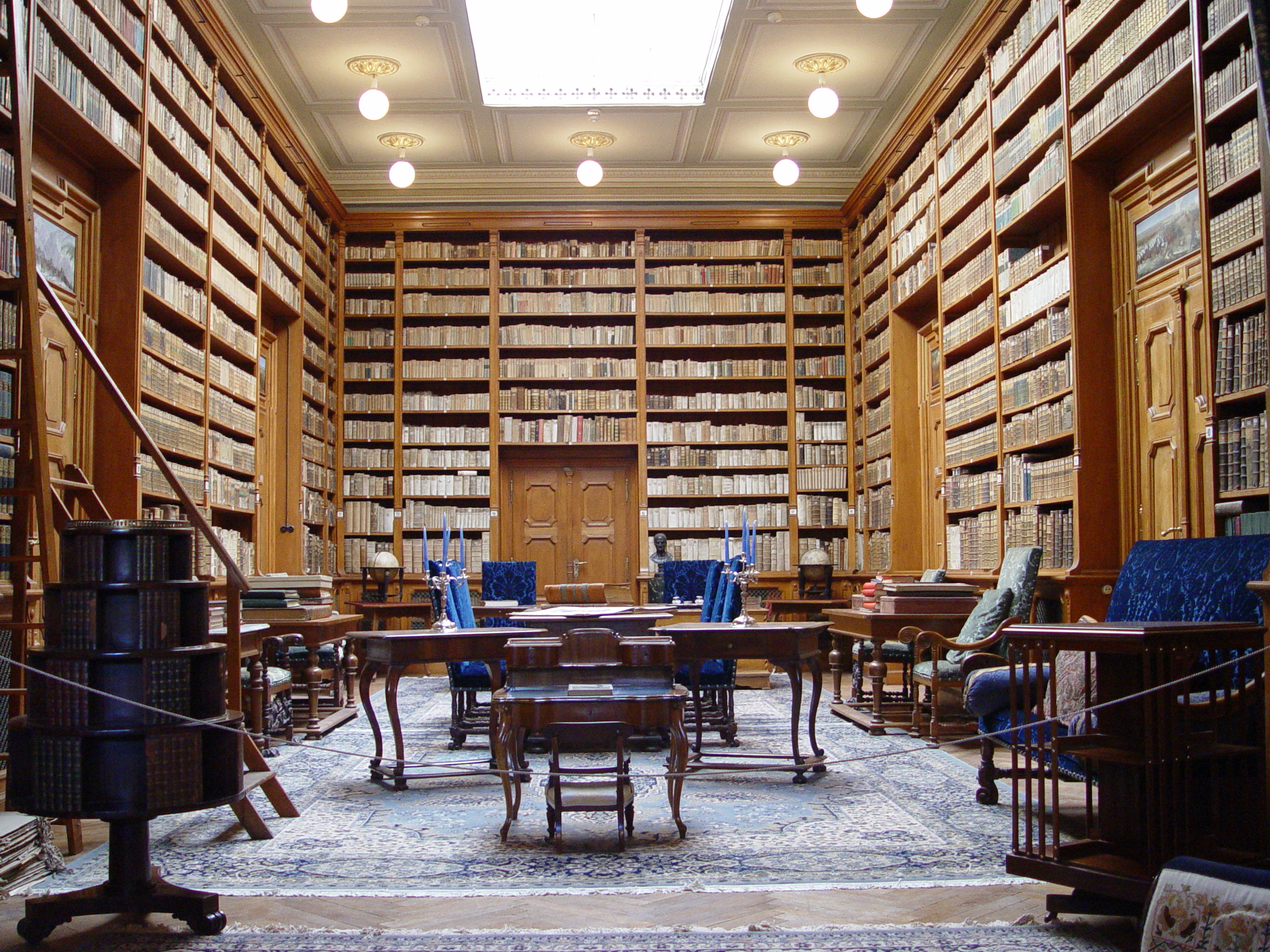
Bibliothèque de la famille Andrássy au château de Betliar

La littérature slovaque, comme ensemble des écrits en langue slovaque, ou de Slovaquie, ou d'auteurs slovaques (diaspora comprise), prend son essor principalement à partir de 1843, lorsque la langue slovaque est codifiée en tant que telle.

## Moyen Âge

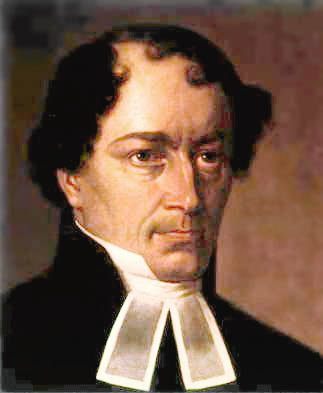
Ján Kollár

La littérature slovaque du Moyen Âge est en grande partie d'inspiration biblique, et en latin : les thèmes et le style sont souvent recopiés d'une œuvre à l'autre, généralement anonymes.
Parmi les textes les plus anciens figurent les textes civils diplomatiques, dont le Codex diplomaticus et epistolaris Slovaciae : Slovenský diplomatár (sk).
Le Livre des Lois de Žilina (en) (1378-1561), codifiant le privilège urbain, dont une traduction slovaque-tchèque de 1473 du Droit de Magdebourg (12ème siècle), témoigne également de l'état de la langue. De même pour le Catéchisme de Bardejov (1581) (sk).
La première traduction de la Bible en slovaque (en) intégrale date de 1756, mais diverses parties ont été traduites bien longtemps avant, dont un gospel de Jean (1469).
La littérature slovaque remonte globalement à la Renaissance, avec Pavel Kyrmezer (1550-1589, prêtre, dramaturge), Juraj Tesák Mošovský  (1545-1617, dramaturge) et quelques autres.
Durant la période baroque, quelques écrivains sont importants : Adam František Kollár (1718-1783, historien), Matej Bel (1684-1749, philosophe).
La période classique révèle Jozef Ignác Bajza (1755-1836, dramaturge), Juraj Fándly (1750-1811, entomologiste), Ján Chalupka (1791-1871, dramaturge), Ján Kollár (1793-1852, archéologue, poète) et Pavel Jozef Šafárik (1795-1861, philologue, historien, ethnographe, poète).
Les auteurs romantiques sont principalement Michal Miloslav Hodža (1811-1870, poète), Jozef Miloslav Hurban (1817-1888, journaliste, politique), Ľudovít Štúr (1815-1856, homme politique, philosophe, historien, linguiste, enseignant, écrivain, poète, journaliste d'opinion, romancier, rédacteur et pédagogue), Samo Tomášik (1813-1887, poète) ou Jonáš Záborský (1812-1876, poète, dramaturge).
Par la suite, se distinguent Janko Alexy (1894-1970, peintre, écrivain), Martin Kukučín (1860-1928, médecin, dramaturge), Kristína Royová (1860-1936, poétesse, romancière, activiste), Janko Jesenský (1874-1945, poète, prosateur, traducteur) et Ivan Krasko (1930-, acteur).

## Possession hongroise
La Slovaquie demeure sous domination hongroise pendant près de 1000 ans, de 1050 environ à 1919.
La littérature slovaque est active depuis la Renaissance, mais elle prend son essor seulement à partir de 1843 lorsque le dialecte du centre de la Slovaquie est codifié pour en faire une langue au niveau national.

### XVesiècle
La cour de Matthias Corvin (1443-1490), devient un centre humaniste, entre 1458 et 1490.
Bratislava fonde la première université en 1465, Academia Istropolitana, ou Universitas Istropolitana, du Royaume de Hongrie, disparue en 1490 faute de financement.

### XVIesiècle
Les auteurs sont en poésie J. Silvan et Juraj Jalni, et en latin M. Rakovsky
Au théâtre : Kyrmezer et Tesak Mosovsky.

### XVIIesiècle
Le trilinguisme est généralement latino-slovaque-allemand.
La poésie religieuse tient une bonne place : Juraj TranovskY, B. Szölösi. La poésie profane est illustrée par Hugolin Ganvlovic et Peter Benicky.
Le prose, surtout documentaire, révèle Stefan Pilarik, Juraj Lani, Tobias Masnik, Jan Simonides, Daniel Krman le jeune...

### XVIIIesiècle
Au XVIIIe siècle apparaît un nationalisme savant (avec des auteurs comme Juraj Papánek ou Juraj Sklenár), et avec les changements sociaux sous les règnes de Marie-Thérèse et Joseph II (fin du système féodal, alphabétisation, rapprochement des notions de Nation et de communauté linguistique), les premières codifications du slovaque et textes littéraires en slovaque apparaissent.
Auteurs : Anton Bernolák (1762-1813), Juraj Fandly (en) (1750-1811), Juraj Papanek (de) (Georgius Papanek, 1738-1802), Jozef Ignác Bajza (en) (1755-1836, Les aventures du jeune René)...

### XIXesiècle
La seconde codification du slovaque par Ľudovít Štúr devient le slovaque que l'on connait aujourd'hui, grâce entre autres à l'œuvre des poètes Janko Kráľ (1822-1876), Andrej Sládkovič (en) (1820-1872) et Ján Botto (en) (1829-1881). La propagation du slovaque et de sa littérature souffrent sous la période de magyarisation entre 1867 et 1919 (même si l'on peut noter des auteurs tels que Pavol Dobšinský (1828-1885), Jozef Gregor-Tajovský (1874-1940) et Pavol Országh Hviezdoslav (1849-1921)).
Auteurs : Ján Hollý (en) (1785-1849, poète), Samo Chalupka, Samo Bohdan Hroboň, Ján Kalinčiak, Jozef Miloslav Hurban, Pavol Országh Hviezdoslav, Jozef Gregor Tajovský, Martin Kukučín, Timrava, Svetozár Vajanský...

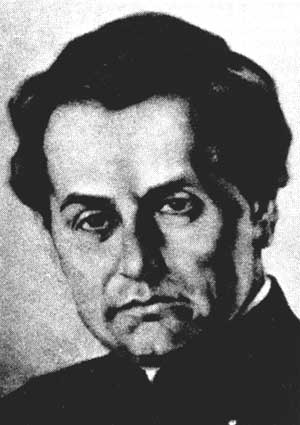
Anton Bernolák
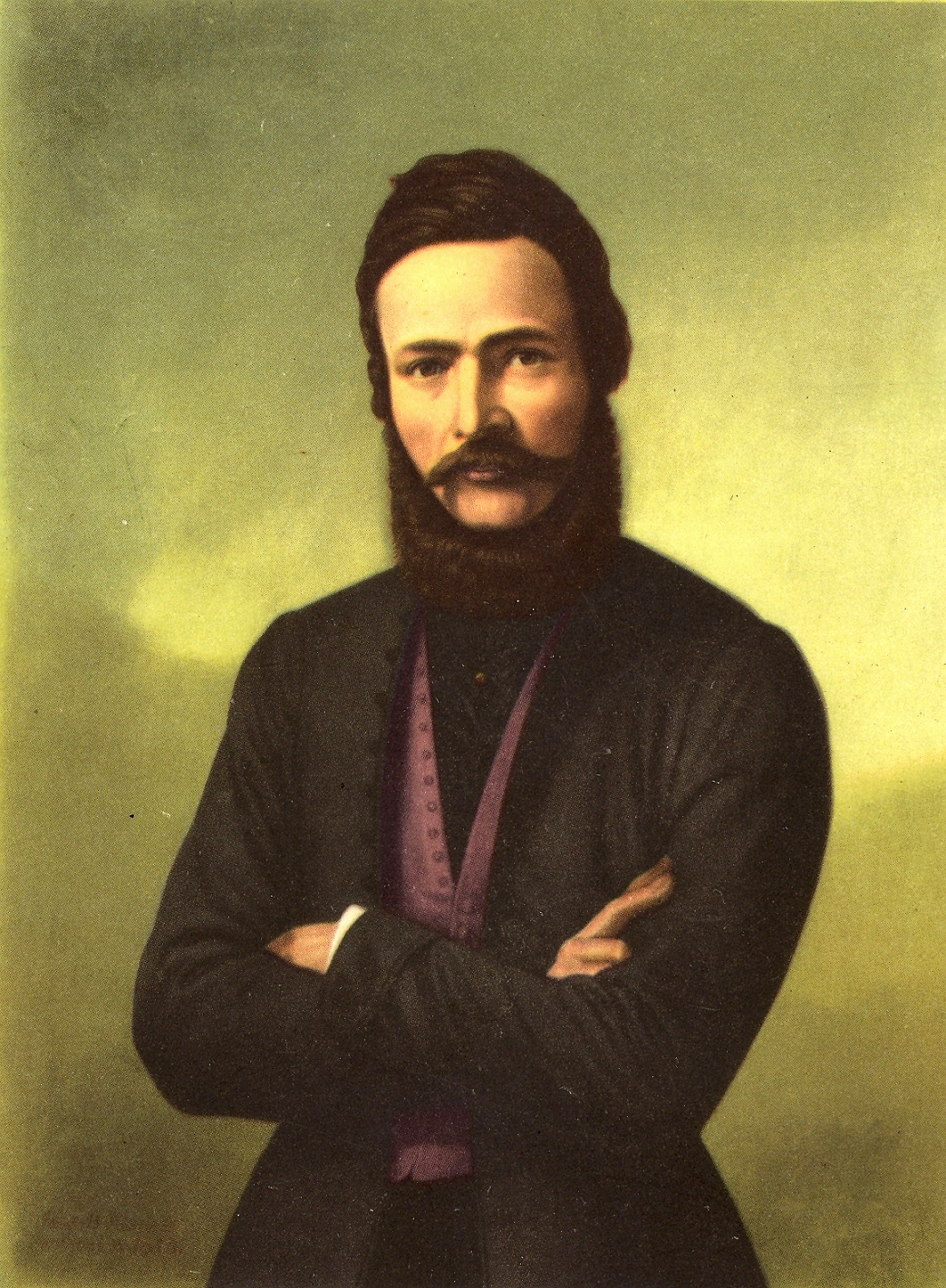
Ľudovít Štúr
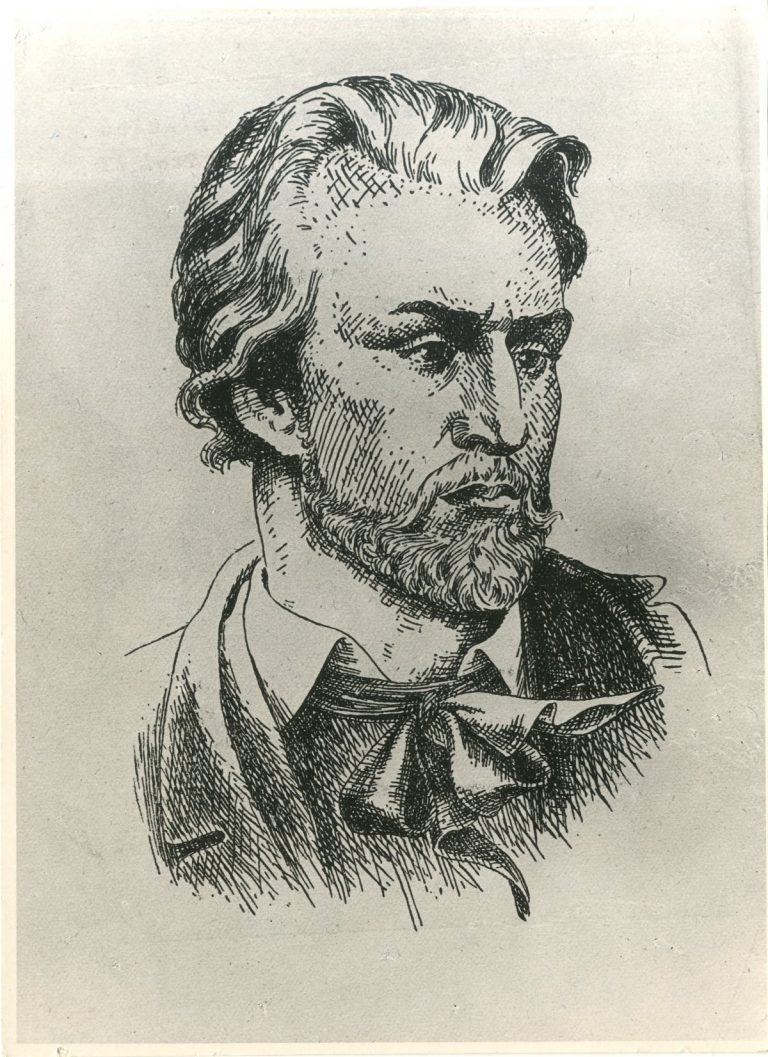
Janko Kráľ
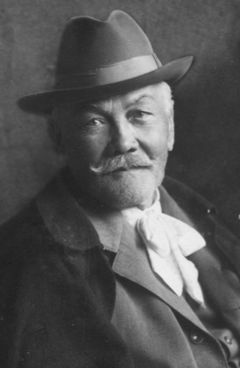
Pavol Országh Hviezdoslav

## Tchécoslovaquie (1919-1993)
Après la création en 1919 de la Tchécoslovaquie, la prose devient plus prédominante, en particulier réaliste (Ladislav Nádaši-Jégé, Milo Urban, Jozef Cíger-Hronský, Ivan Horvath).
À partir de 1923, le poétisme, d'inspiration dadaïste, et le surréalisme tchèque sont deux pôles de renouvellement poétique.
Lors des années 1930, des courants plus lyriques et naturalistes apparaissent (Dobroslav Chrobák, Margita Figuli, František Švantner, Ladislav Novomensky, Vladimir Clementis, Daniel Okali).
Après la seconde guerre mondiale, les thèmes de la partisanerie et du soulèvement national slovaque dominent, mais les premiers thèmes anti-staliniens apparaissent dès 1954, sous la plume d'Alfonz Bednár (mais aussi de František Hečko, Rudolf Jašík, Dominik Tatarka, Milan Rúfus (1928-2009) ou Ladislav Mňačko).
Dans les années 1970, la littérature slovaque devient moins politique (Vincent Šikula, Ladislav Ballek, Ján Johanides, Pavel Vilikovský (1941-2020), Rudolf Sloboda, Dušan Mitana).
On peut également noter entre autres Vladimír Clementis (1902-1952), Štefan Krčméry, Ľudo Ondrejov, Martin Rázus (1888-1937), Ivan Stodola, Jozef Dunajovec, Andrej Brázda-Jankovský, Hana Zelinová, Štefan Žáry, Anton Hykisch, Hana Ponická, Július Satinský, Vojtech Zamarovský, Zuzka Zguriška.

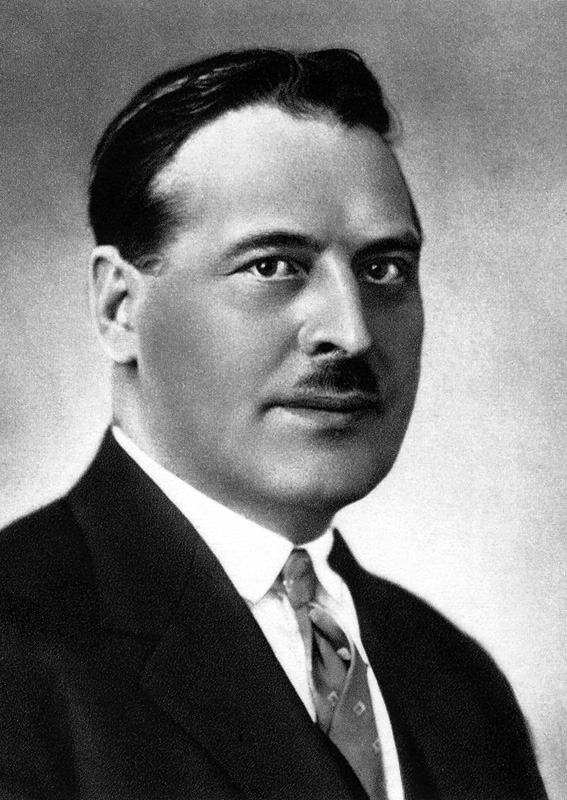
Martin Rázus
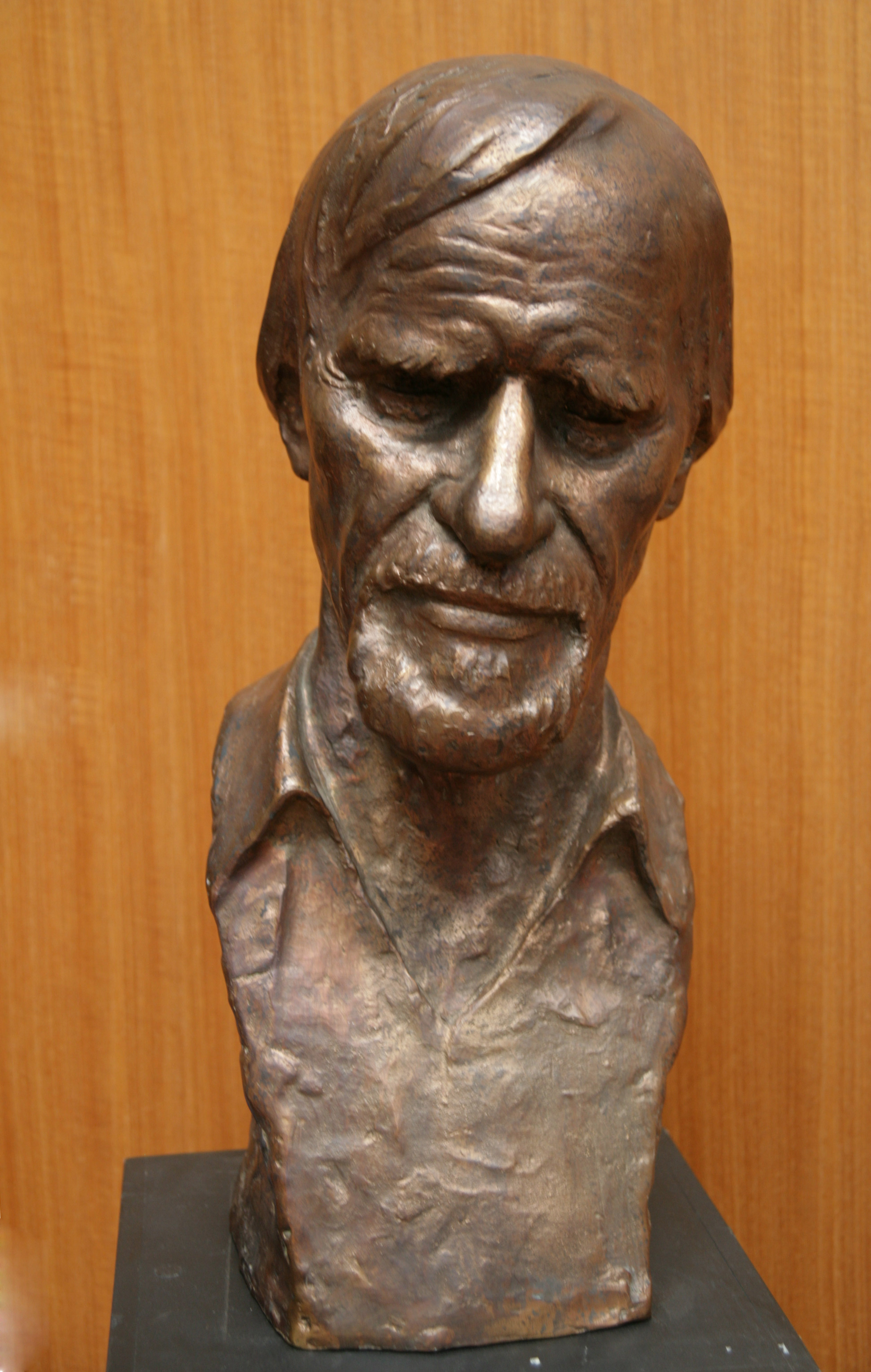
Milan Rúfus
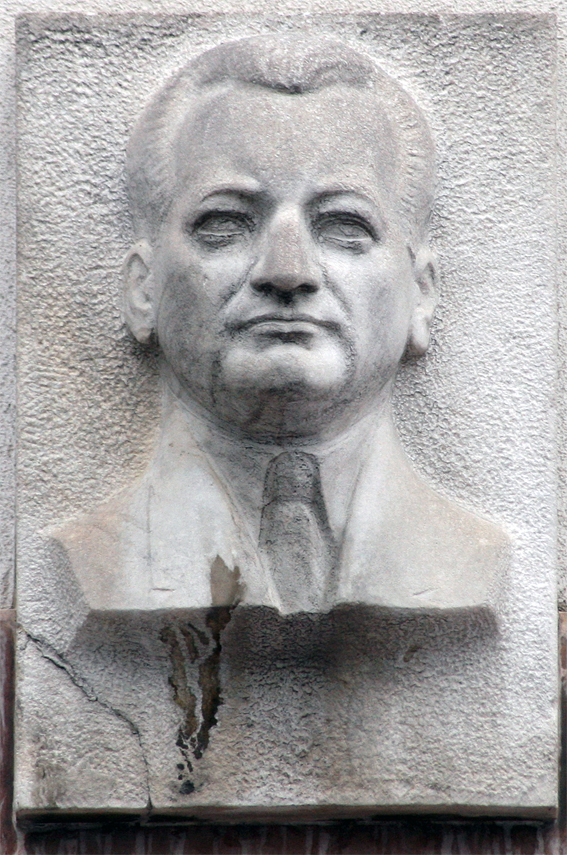
Vladimír Clementis
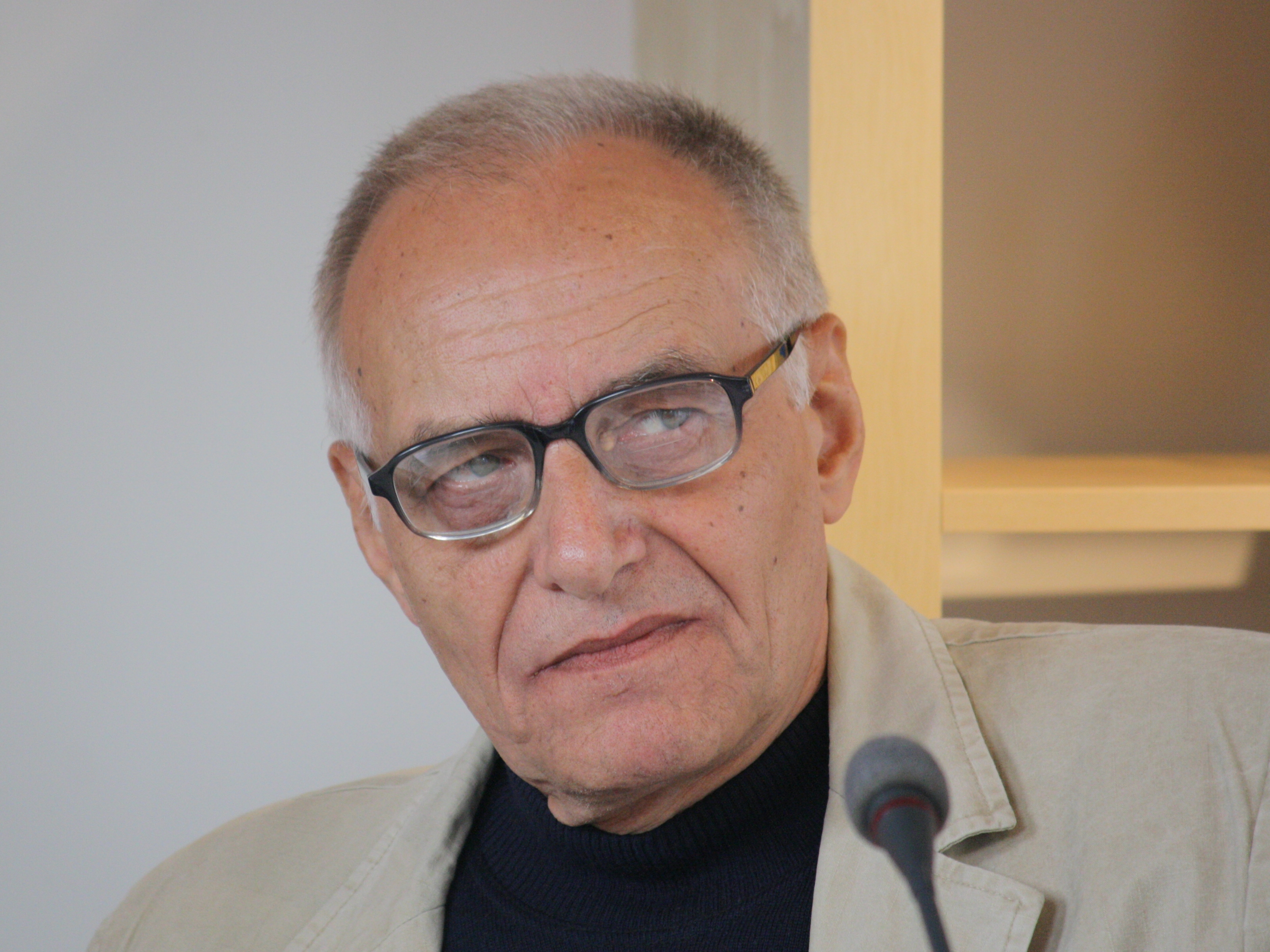
Pavel Vilikovský

## Depuis l'indépendance (1993)
Depuis l'indépendance de la Slovaquie en 1993, le pays génère une littérature vibrante : Martin M. Šimečka (en) (1957-, journaliste), Peter Pišťanek (1960-, journaliste, scénariste, romancier), Radovan Brenkus (en) (1974-, journaliste, traducteur, critique), Juraj Červenák (en) (1974-, fantasy), Radoslav Rochallyi (1980-, poète, philosophe), Dušan Fabian (en) (1975-, horreur, dark fantasy), Ľuba Lesná (en) (1954-, journaliste d'investigation), Táňa Keleová-Vasilková (sk) (1964-), Alexandra Pavelková (sk) (1966-, fantasy, SF), ou Miroslav Šustek (en) (1947-, horreur, fantasy), Pavel Vilikovský (1941-2020).
Autres prosateurs du XXIe siècle : Petra Nagyová-Džerengová (sk) (1972-), Jana Beňová (1974-, poétesse, romancière), Jaroslava Blažková (en) (1933-2017, romancière, nouvelliste), Mila Haugová (en) (1942-), Michal Hvorecký (en) (1976-), Vilma Jamnická (sk) (906-2008, actrice, astrologue), Jana Kantorová-Báliková, Monika Kompaníková (sk) (1979) (Le cinquième bateau, 2017), Silvester Lavrík (sk) (1964-, dramaturge, scénariste), Viera Prokešová (en) (1957-2008), Pavol Rankov (?), Alexandra Salmela (en) (1980-), Július Satinský (en) (1941-2002), Svetlana Žuchová (1969-)...
Autres poètes du XXIe siècle : Martin Solotruk (et) (1970-), Jana Beňová (1974-, poétesse, romancière), Vlado Janček (1974-), Peter Weleslaw Kuzmišín (1976-), Allan Stevo (1979-), Radoslav Rochallyi (1980-, poète, philosophe), Mila Haugová (en) (1942-), Jana Kantorová-Báliková, Ingrid Lukáčová, Viera Prokešová...
Parmi les auteurs de romans policiers (traduits en français) : 
- Árpád Soltész (1969-)[4],[5], et ses romans politiquement peu corrects : Il était une fois dans l'Est (2017), Le bal des porcs (2018) (ISBN 979-10-9571-883-3)...

La romancière, dramaturge et militante féministe Uršuľa Kovalyk (1969-) rencontre un écho international depuis le début des années 2000.

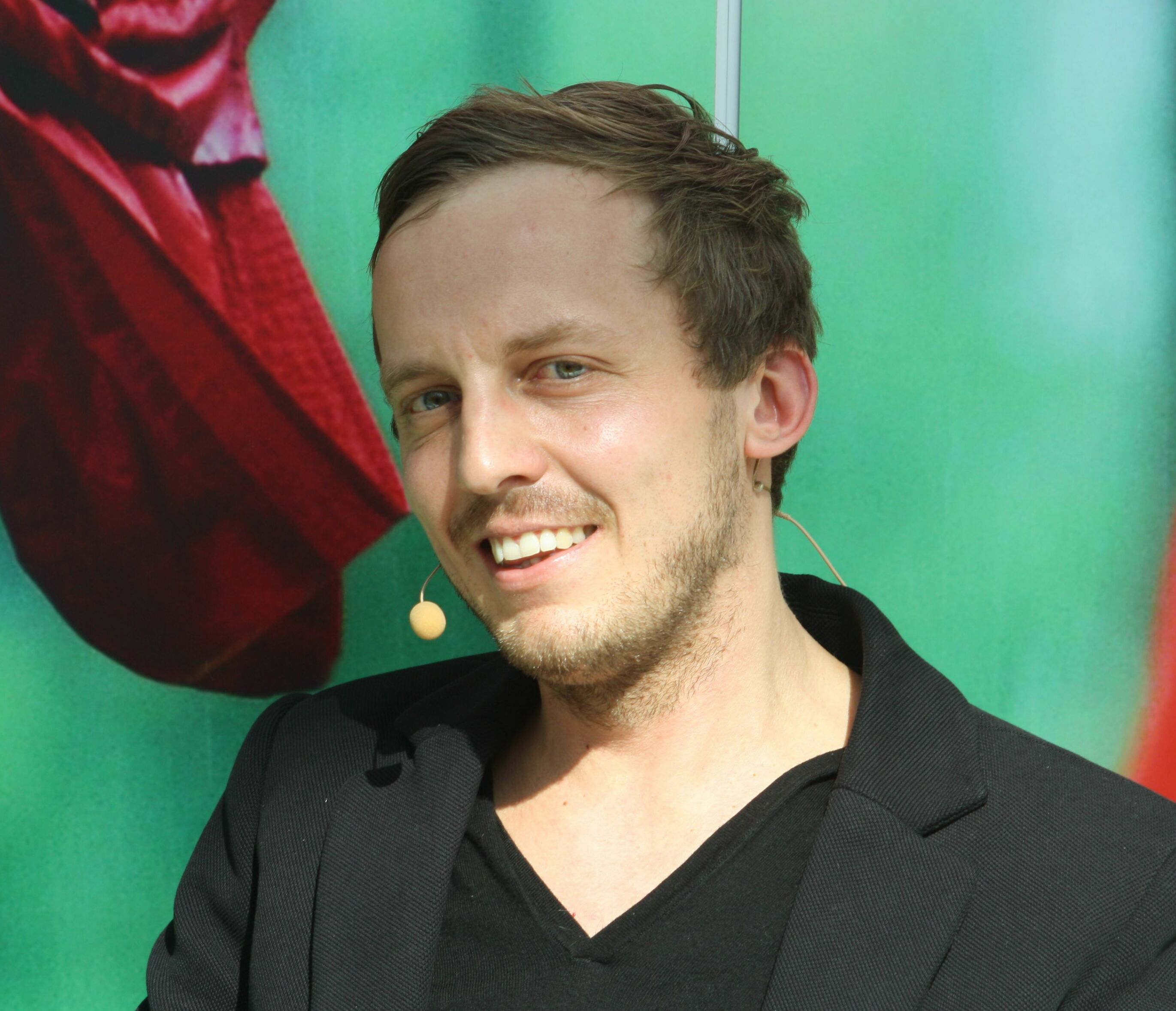
Michal Hvorecký
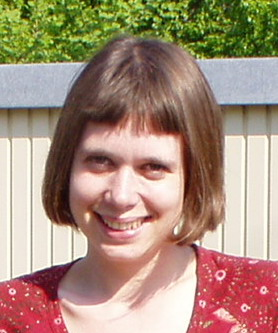
Svetlana Žuchová
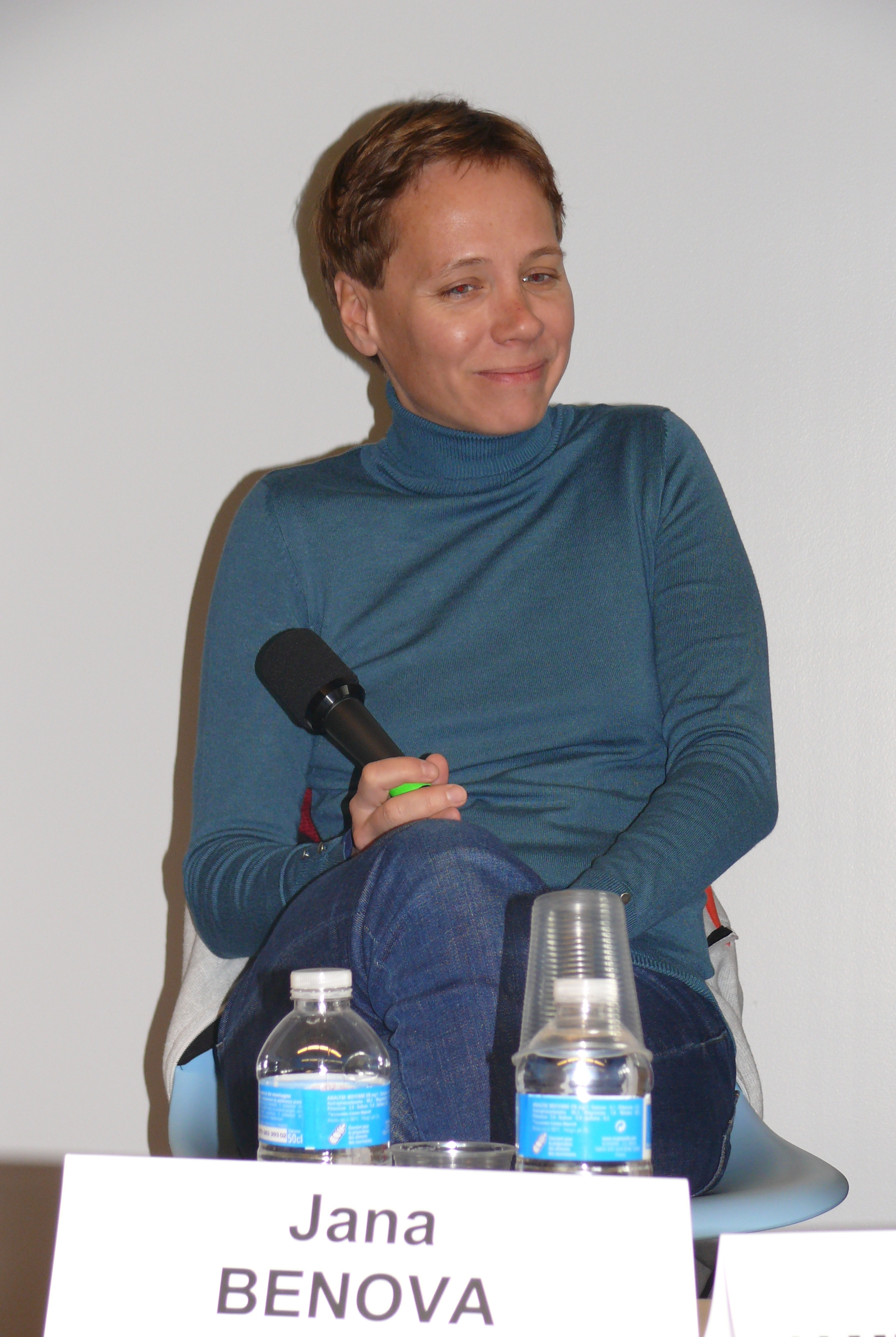
Jana Beňová

## Auteurs
- Écrivains slovaques, Poètes slovaques, Romanciers slovaques
- Liste d'écrivains slovaques (prose et théâtre) (en)
- Romanciers slovaques (en)
- Poètes slovaques (en), Liste de poètes slovaques (en)
- Liste d'auteures slovaques (en)
- (Catégorie) Prosateurs slovaques (sk)
- Liste slovaque de prosateurs slovaques avec périodisation (sk)
- Hors wikipedia
  - Balla, Au nom du père (2011, V mene otca) [6], prix Anasoft litera

## Œuvres
- Dictionnaire Kamaldulský (en) (1763) latin-slovaque
- Encyclopédies slovaques (sk)
- Encyclopaedia Beliana (en) (1999-)
- Liste d'œuvres d'auteurs tchèques et slovaques traduites en français (.pdf)
- Romans slovaques (sk)

## Institutions
- Literárne informačné centrum (sk) (LIC, 1995-), Centre de promotion de la littérature slovaque contemporaine
- Prix Poviedka
- Prix Anasoft litera (sk) (2006-)
- Prix Dominika Tatarku (sk) (1994-)
- Prix DOSKY (Slovaquie) (en) théâtre)
- Prix Ivan Krasko
- La Slovaquie, en 2018, les quelque 2 000 maisons d'édition (dont beaucoup très petites) ont publié 18 220 titres[7].
- Prix européen de littérature (2005)
- Prix Angelus de littérature d'Europe centrale (de) (2006)